# СКБ-245
СКБ-245 — спеціалізоване конструкторське бюро з розробки та забезпечення виготовлення засобів обчислювальної техніки та систем управління військового призначення. Утворене при московському заводі САМ 17 грудня 1948 року відповідно до постанови Ради Міністрів СРСР № 4663-1829. Перший директор — Лесечко Михайло Авксентійович.
На СКБ-245 були створені перші серійні лампові машини «Стріла», «М-20», «М-205», «М-206», «Урал-1» та інші.
У травні 1958 р. на базі СКБ-245 був створений НДІ електронних машин (НІЕМ).